# آب‌انبار شیخ‌نیا
آب آنبار شیخ‌نیا مربوط به دوره صفوی است و در میبد، خیابان هفتم تیر، محله مشایخ، کوچه شهید کمال جعفریان (شماره ۶)، مجاور پلاک ۵۷ واقع شده و این اثر در تاریخ ۱۴ اسفند ۱۳۸۵ با شمارهٔ ثبت ۱۷۸۹۶ به‌عنوان یکی از آثار ملی ایران به ثبت رسیده است.